# Dobl-Zwaring
Dobl-Zwaring osztrák mezőváros Stájerország Graz-környéki járásában. 2017 januárjában 3524 lakosa volt.

## Fekvése

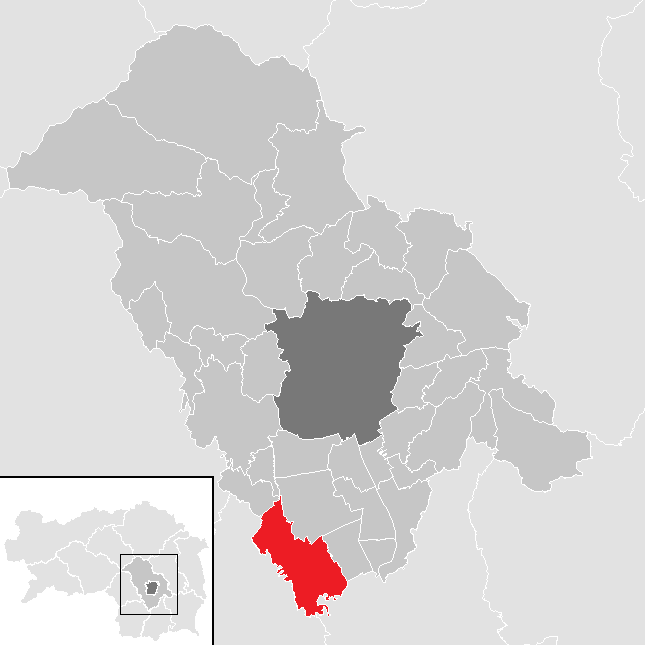
Dobl-Zwaring a Graz-környéki járásban

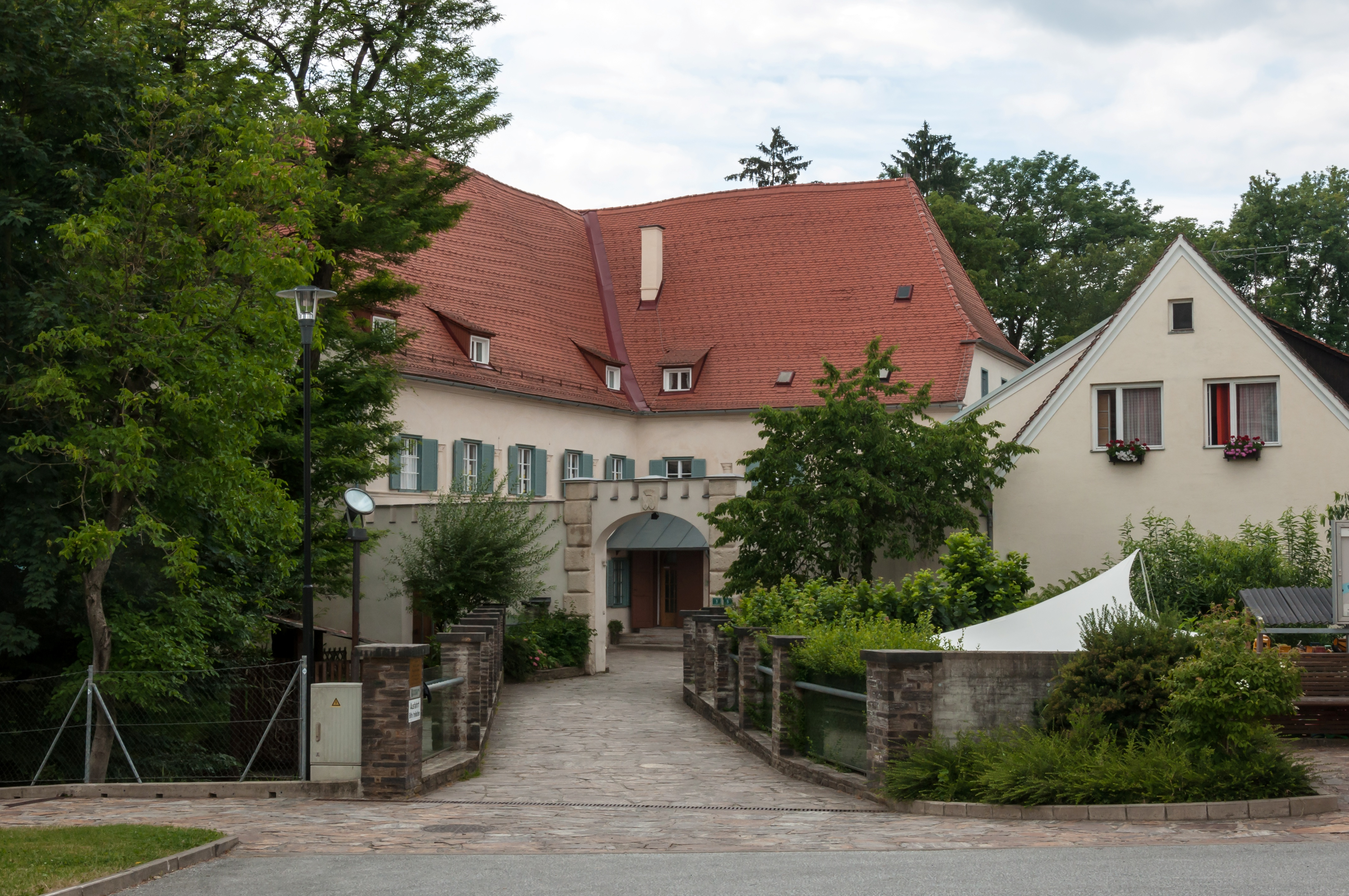
Gjaidhof kastélya

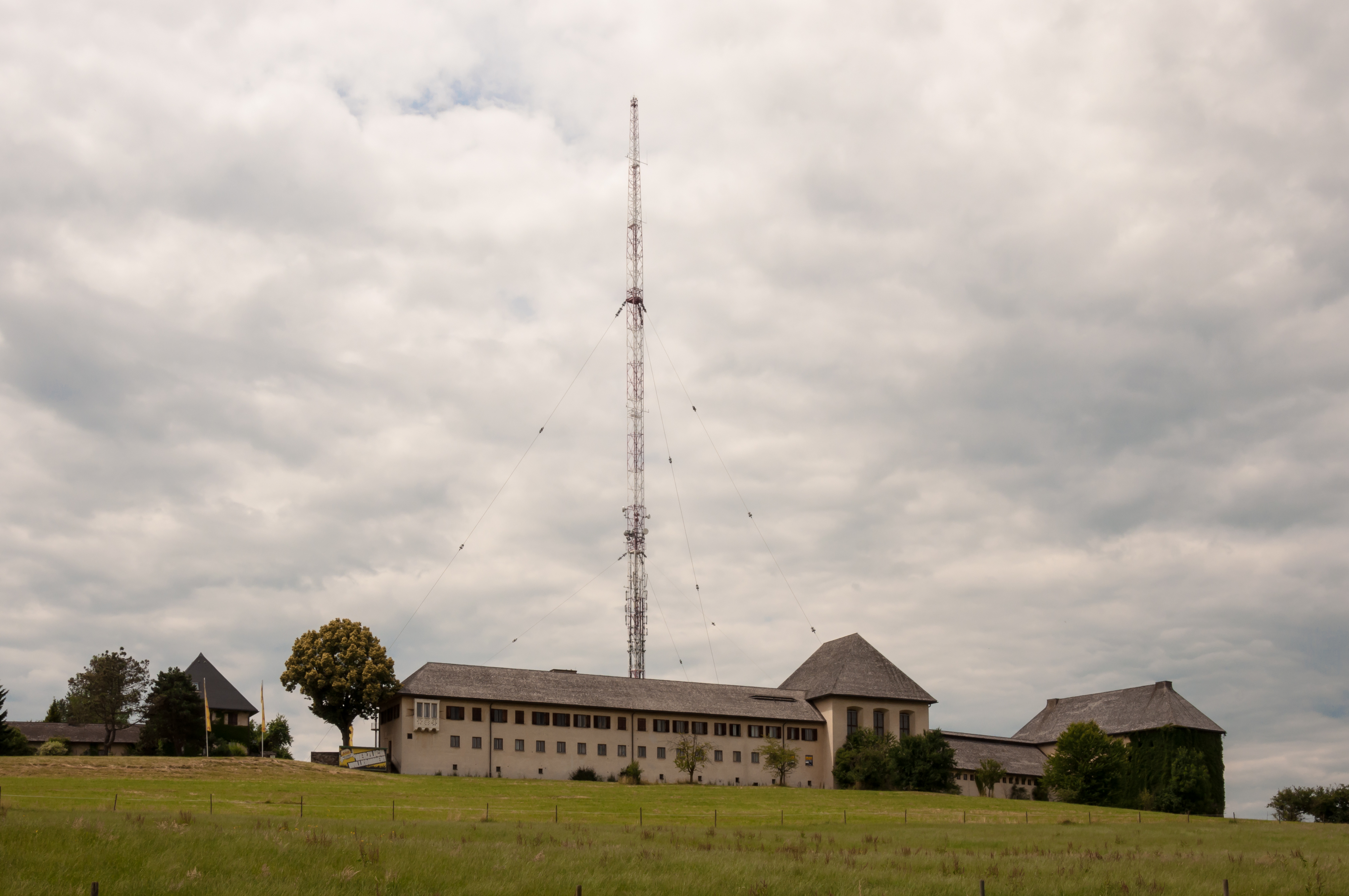
A második világháború előtt létesített rádióállomás

Dobl-Zwaring a Grazi-medencében fekszik, a Kaiserwald erdejétől keletre, kb. 14 km-re délre Graztól. Legfontosabb folyóvizei a Kainach (a Mura jobb mellékfolyója) és a Horätzbach. Az önkormányzat 11 települést egyesít: Dietersdorf (289 lakos 2017-ben), Dobl (828), Fading (184), Lamberg (117), Muttendorf (604), Petzendorf (83), Pöls an der Wieserbahn (172), Steindorf (211), Weinzettl (412), Wuschan (226) és Zwaring (398).
A környező önkormányzatok: északnyugatra Lieboch, északra Haselsdorf-Tobelbad, északkeletre Premstätten, keletre Wundschuh, délkeletre Wildon, délre Hengsberg, délnyugatra Preding és Sankt Josef, nyugatra Lannach.

## Története
Az önkormányzat a 2015-ös stájerországi közigazgatási reform során jött létre Dobl mezőváros és Zwaring-Pöls község egyesülésével.
Doblt először 1219-ben említik írásban (mint Tobelt), amikor II. Eberhard salzburgi érsek az újonnan alapított seckaui püspökség alá rendelte. 1222-ben a birtok VI. Lipót herceghez került; ekkor már állt Gjaidhof kastélyának elődje, egy erődített torony. Utódja, Civakodó Frigyes szívesen vadászott a környező erdőkben. Halála után a birtok több kézen át végül Habsburg Rudolfhoz került. 1292-ben a Rudolf ellen fellázadó nemesek kifosztották és lerombolták az erődöt. A középkorban és a kora újkorban a falu az újjáépített vár uradalmához tartozott és az épületet a Habsburgok vadászkastélynak használták. 1470-ben a Baumkirchner-féle nemesi felkelés, 1532-ben a Kőszeg ostromából visszatérő törökök dúlták fel a várat és a falut. 1537-ben Gjaidhof a főerdészmester székhelyévé vált; az ő felügyelete alá tartozott Stájerország valamennyi hercegi tulajdonú erdeje. 1570-ben Károly főherceg kastéllyá alakíttatta az épületet; ekkor nyerte el mai külsejét. A közeli Kaiserwaldben rendszeres vadászatokat tartottak, II. Ferdinánd császár is ide küldte fiait hogy megtanuljanak vadászni. Az uralkodói figyelemnek köszönhető Dobl templomának 1760-as újjáépítése. A kastélyt 1804-ben eladták Ludwig Galler grófnak. Ezután számos tulajdonosváltás a második világháború után Villavicencio grófnőhöz került. Miután fiai csatlakoztak a jezsuitákhoz, 1959-ben eladta az épületet a Páli Szt. Vince-apácarendnek. A rend magániskolát működtet a kastélyban. 
A községi önkormányzatok 1850-ben alakultak meg. 1938-tól, miután a Német Birodalom annektálta Ausztriát, Dobl és Zwaring a Stájerországi reichsgauhoz tartozott, a második világháború után pedig a brit megszállási zónához kerültek. 1957-ben Pöls an der Wieserbahn a Leibnitzi járásból átkerült a Graz-környéki járásba. Zwaring és Pöls községek 1968-ban egyesültek. 

## Lakosság
A Dobl-Zwaring-i önkormányzat területén 2017 januárjában 3524 fő élt. A lakosságszám 1961 óta gyarapodó tendenciát mutat, az utóbbi évtizedekben elsősorban a Grazból a környező településekre kiköltözők miatt. 2015-ben a helybeliek 93,9%-a volt osztrák állampolgár; a külföldiek közül 0,9% a régi (2004 előtti), 2,6% az új EU-tagállamokból érkezett. 1% a volt Jugoszlávia (Szlovénia és Horvátország nélkül) vagy Törökország, 1,7% egyéb országok polgára. 2001-ben a dobli lakosok 89,9%-a római katolikusnak, 1,4% evangélikusnak, 6,6% pedig felekezet nélkülinek vallotta magát. Ugyanekkor 8 magyar élt a mezővárosban. A legnagyobb nemzetiségi csoportot a német mellett a horvátok alkották 1,2%-kal.

## Látnivalók
- Gjaidhof kastélya

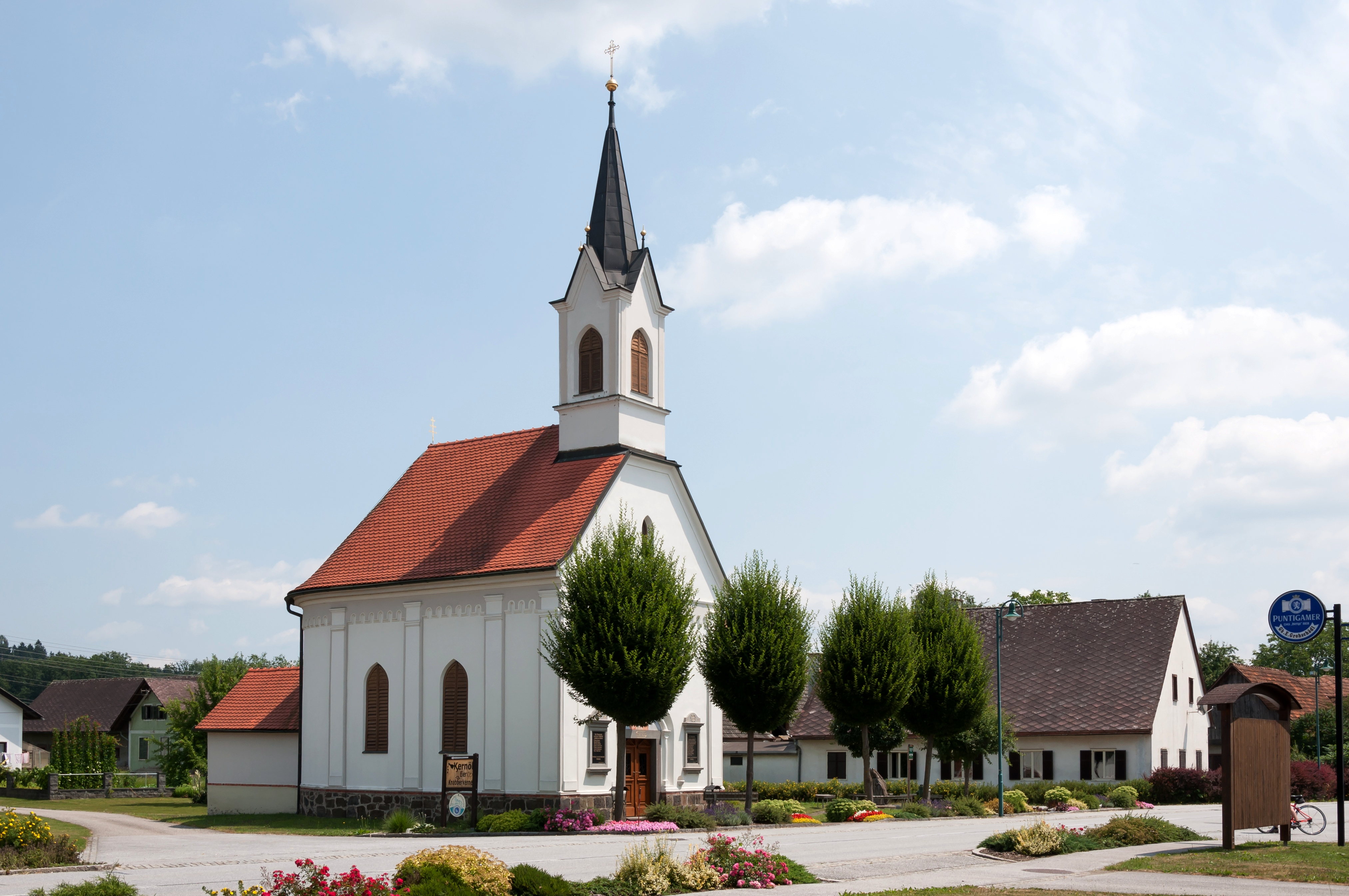
Zwaring kápolnája

- a pölsi kastély magántulajdonban van
- a műszaki múzeummá átalakított volt rádióállomás
- a Dorni Szűz Mária-plébániatemplom
- Zwaring kápolnája
- Pöls kápolnája
- Petzendorf kápolnája
- a gyógyító hatásúnak mpndott Heilige Rinn' forrás az erdőben

## Fordítás
- Ez a szócikk részben vagy egészben  a   Dobl-Zwaring című német Wikipédia-szócikk ezen változatának fordításán alapul.  Az eredeti cikk szerkesztőit annak laptörténete sorolja fel. Ez a jelzés csupán a megfogalmazás eredetét és a szerzői jogokat jelzi, nem szolgál a cikkben szereplő információk forrásmegjelöléseként.